# قوس (معماری)

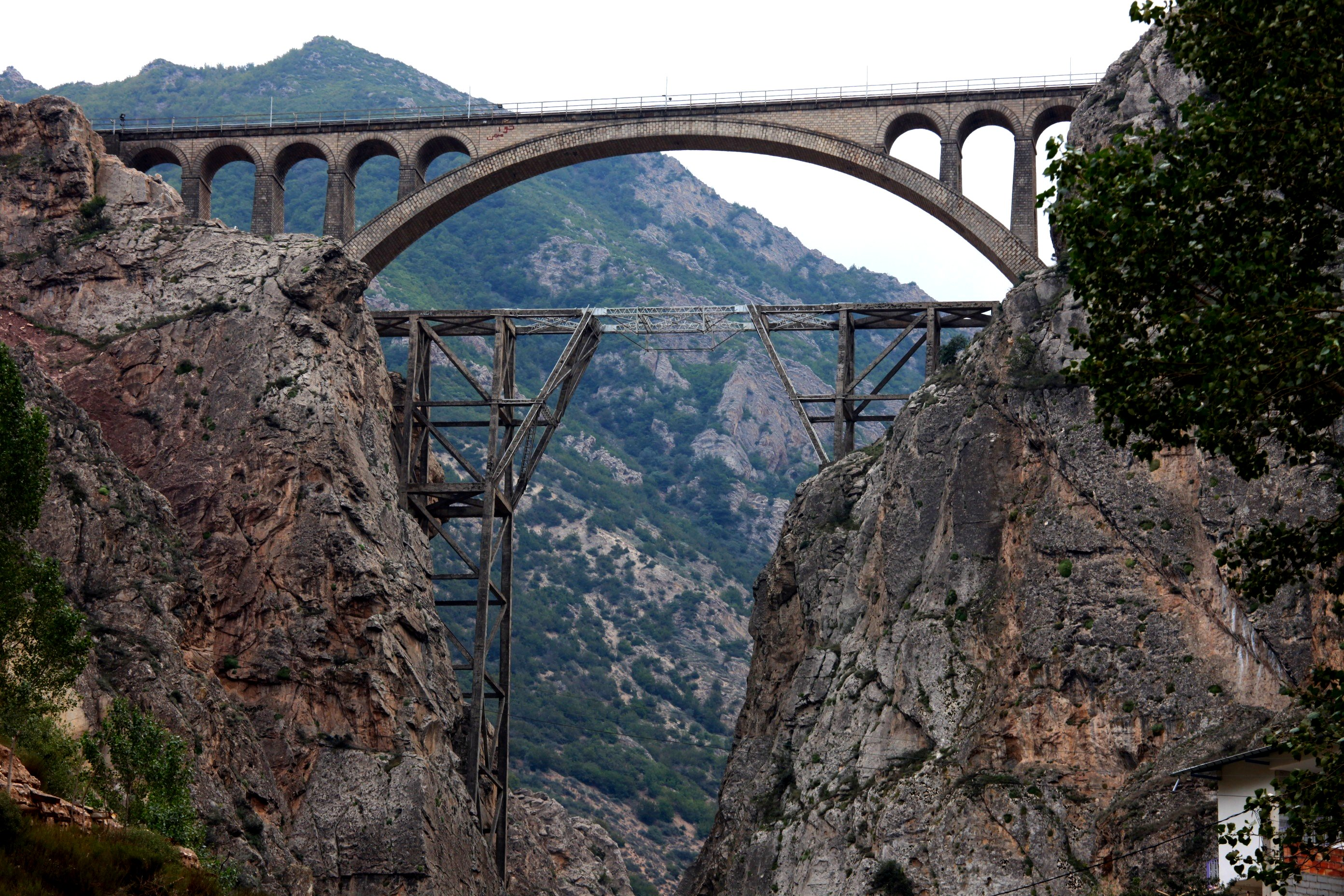
چفد مازه‌دار کَفته با خیز بسیار کم در پل ورسک، بهره‌گیری از این چفد به دلیل نیروی رانشی-افقی پر زوری که به دو سر چفد وارد می‌آورد تنها در جاییکه تکیه‌گاه‌ها از استواری بسنده بهره‌مندند امکان‌پذیر است

قوس (یا چَفته یا چَفد یا چَفت) سازه‌ای منحنی‌شکل در معماری است؛ که بر روی دهانه‌ها به منظور کاربردهای گوناگون پوششی ساخته می‌شود. این کاربردها می‌تواند طاق و گنبد باشد یا سازه‌های دیگری همچون پل یا طاق نصرت یا زهکشی آب. چفدها همواره از نگاه ریخت‌شناسی به سه شکل کلی ساخته شده‌اند: مازه‌دار و تیزه‌دار و چندوجهی. با این حال آنچه بیشتر کارایی باربری داشته‌است معمولاً قوس‌های تیزه‌دار و مازه‌دار بوده‌است.

## پیشینه چفد

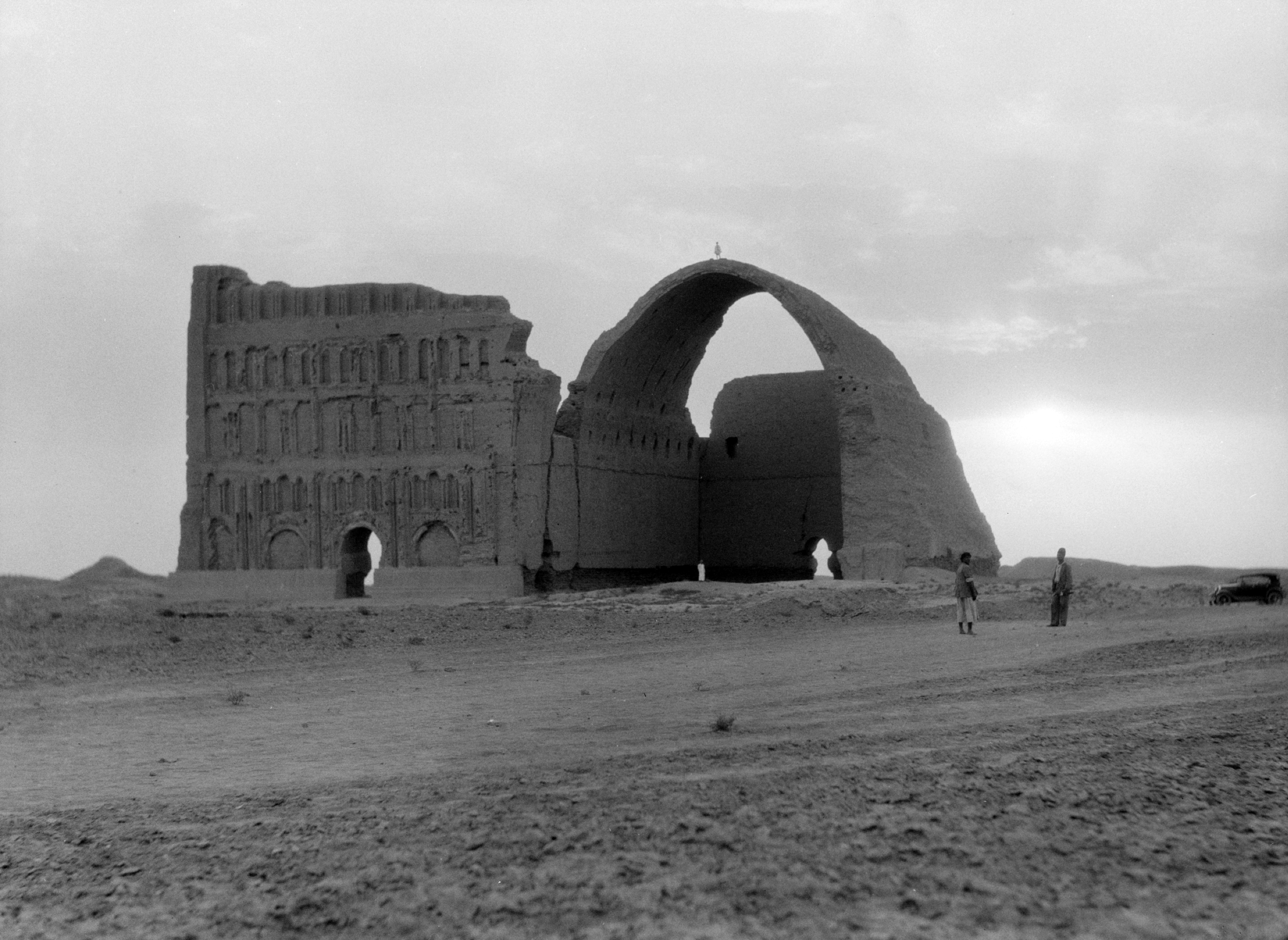
طاق کسری و چفد بزرگ طاق آن، چفد مازه دار با خیز هلوچین تند (دوره ساسانی)

پیدایش «چفته» هم‌زمان است با پیدایش شیوه تازه‌ای در معماری جهان به نام شیوه چفدوطاق در هزاره دوم پیش از میلاد. تا پیش از این، شیوه کهنتر نعل-پایه یگانه روش معماری برای پوشش بر روی دهانه‌ها بود. پیدایش نوآورانه چَفد با پی بردن به این واقعیت مهندسی همراه بود که جسم خمیده همواره نیروهای فشاری بر بخش برون سوی خود را به دو سر خود منتقل می‌کند؛ این واقعیت ساده اگرچه به فراوانی در طبیعت یافت می‌شود ولی دریافت آن برای معماران نخستین شاید کمتر از بزرگترین کشف‌های بشری نبوده باشد. شاید خم کردن ساده یک شاخه برای ساخت کمان نخستین دریافت و شناخت را در ذهن معمار باستانی پدیدآورده باشد و پس از آن معمار به این اندیشیده که اگر دو عضوی دیگر در برابر این نیروی فشاری وارده به دو سر چفد تاب آوری کنند آنگاه می‌توان از چفد برای پوشش میان آن دو عضو بهره برد. رسیدن به این حقیقت آغازگاه دوره ایست که به دوره «چفدوطاق» نامیده می‌شود و راه را برای گسترش و بالش هرچه بیشتر معماری و شهرسازی‌های دوران باستان و دوران میانه و کلاسیک و حتی دوره مدرن هموار کرده‌است. گواه آن کاربرد فراوانش در معماری‌های ایران، هند، و روم باستان و ادامه آن در دوره‌های اسلامی ایران و سده‌های میانه اروپاست.
در معماری ایرانی کهنترین چفدها را در سبک ایلامی، برای نمونه پرستشگاه چغازنبیل در ۱۳۵۰ پیش از میلاد می‌بینیم با این حال دوره اوج شیوه «چفدوطاق» با سبک پارتی رقم می‌خورد که چفدهای مازه‌دار آن در طیف گسترده‌ای از سازه‌ها سرآمد شدند. بیشتر طاق‌هایی که پیش از اسلام ساخته شده‌اند به روش مازه‌دار و پس از آن در در دوره اسلامی به روش تیزه‌دار پیاده شده‌است که اصطلاح چفدهای «جناغی» بیانگر آن است. می‌توان گفت چفدهای تیزه‌دار خود نوعی تکامل در چفد به‌شمار می‌آیند. چفد تیزه‌دار یا جناغی این برتری بزرگ را به نسبت مازه‌دار داشته که هم‌زمان با داشتن همان توان باربری از بلندای چفد به میزان زیادی کاسته است که این خود در طاق سازی صرفه جویی و سرعت هرچه بیشتری را به ارمغان می‌آورد. از چفدهای بسیار بنام مازه‌دار در معماری ایرانی چفد بَستو و از میان چفدهای جناغی معروف چفد پنج‌اوهِفت را می‌توان برای نمونه برشمرد که با نخستین طاق کسری و با دومین گنبد مسجد شیخ لطف‌الله از سازه‌های پرآوازه‌ای هستند که ساخته شده‌اند.

## انواع

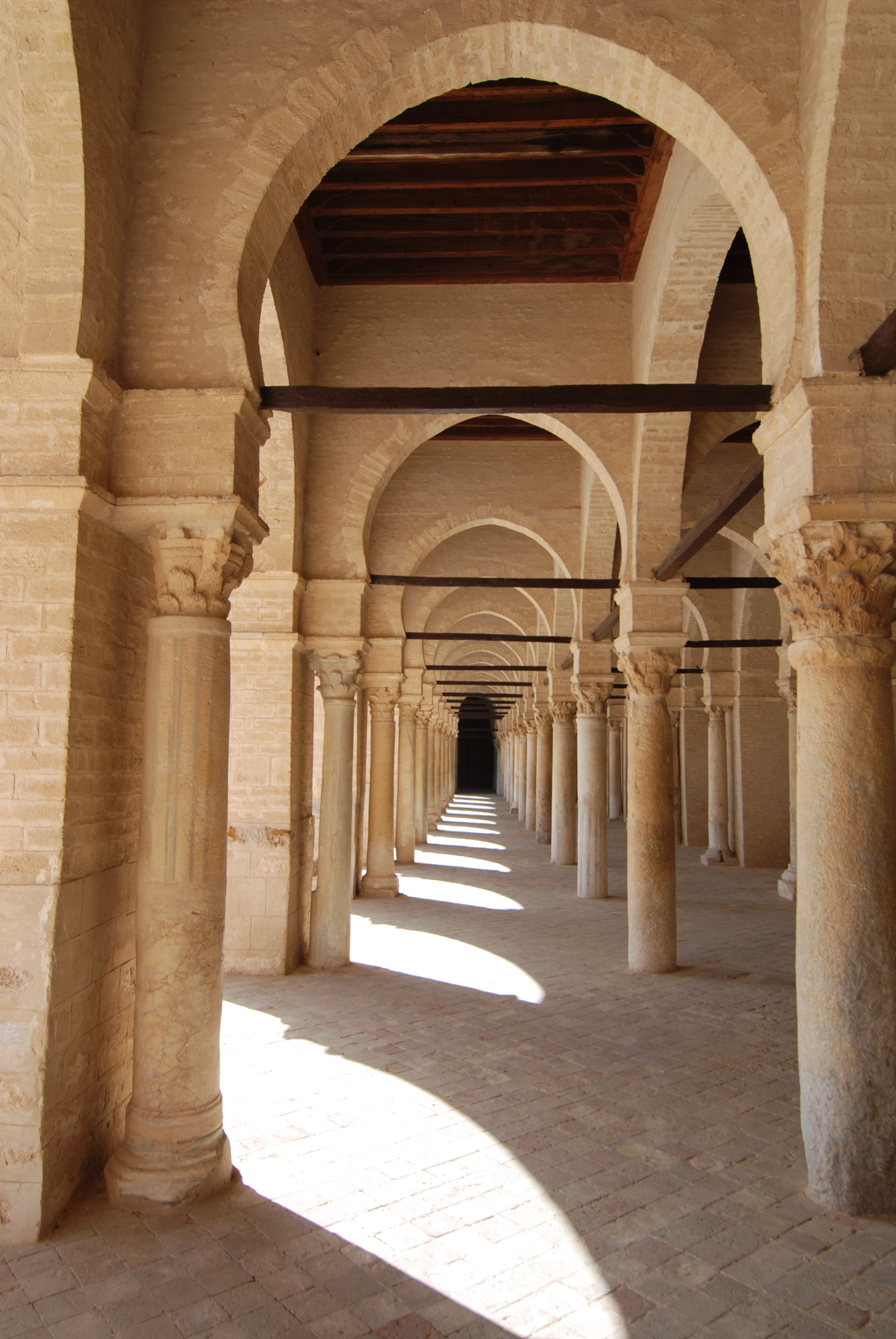
بکارگیری مهار در بخش پاکار چَفد برای پیشگیری از رانش ستون‌ها، مسجد قیروان

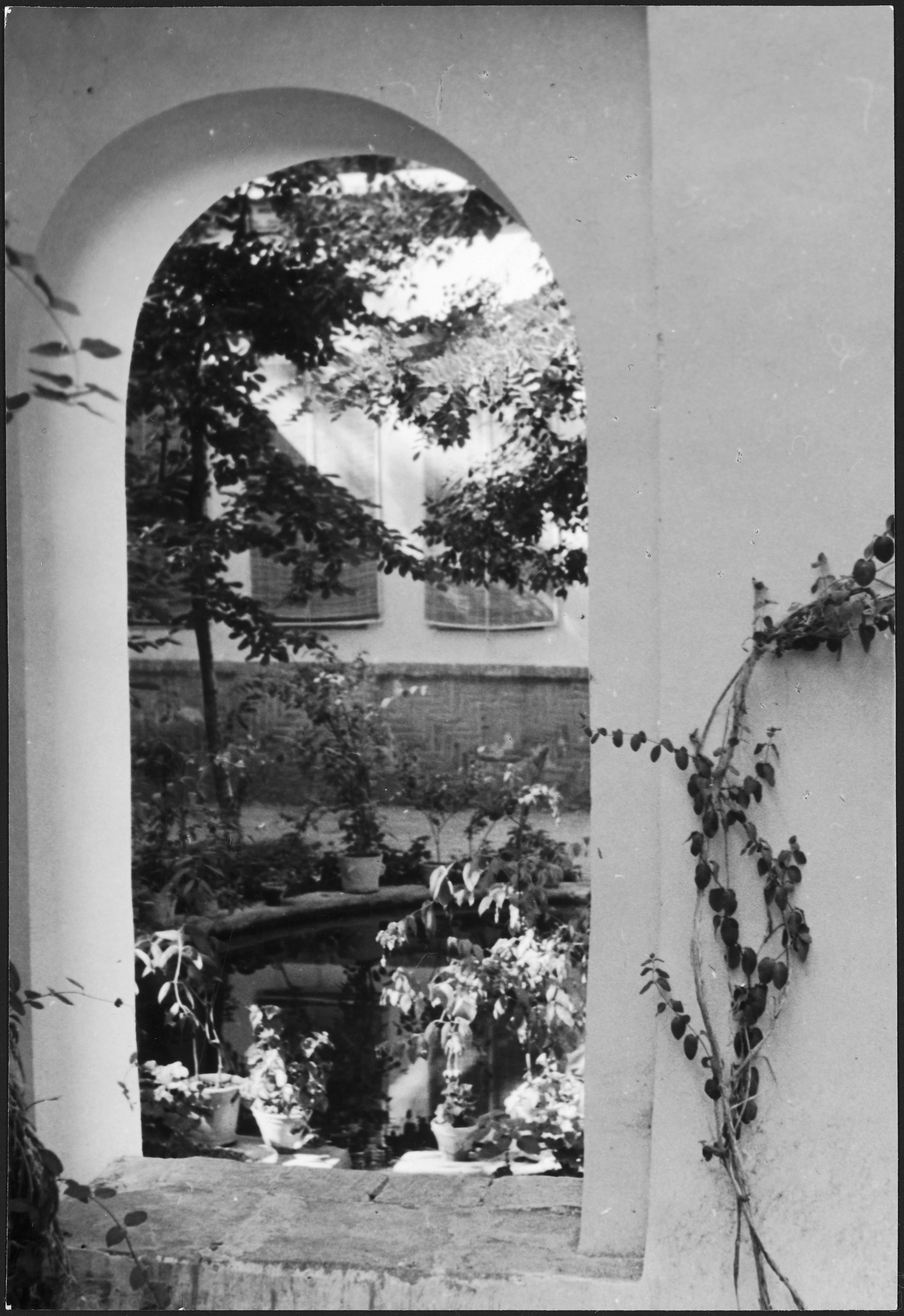
یک قوس درون باغی در تهران (عکس از آنه ماری شوارتسنباخ، حدود ۱۹۳۹)

چفته‌ها به دو دسته کلی باربر و ناباربر تقسیم می‌شوند.

### چَفدهای باربر
چفدهای باربر گروهی هستند که از تکرارشان طاق‌های باربر و از دورانشان گنبدهای وسیع به وجود می‌آیند. در ایران بعد از اسلام این چفدها تا دهانه‌های بالاتر از ۱۶ گز را نیز در بر گرفته‌اند (گز کوچک = ۹۴ سانتی‌متر و گز سلطانی = ۱۰۶٫۶ سانتی‌متر) و همان‌طور که از نامشان پیداست، قادرند بارهای وارده را بر خود به خوبی تحمل کنند.
انواع چفدهای باربر
1. چفد پنج اوهفت
2. چَمانه = بیان = دو لنگه (بیان = چفد)
3. شبدر یا شبدری
4. بیز یا هلوچین
5. بَستو (کوزه = بستو)
6. چفد سروک

### چفدهای ناباربر
این گونه چفدها بارهای وارد بر خود را تحمل نکرده، لذا بیشتر جنبه آمودی دارند یا در دهانه‌های کوچک (حداکثر تا ۳ گز) بکار رفته‌اند و دلایل انتخاب آن‌ها زیبایی، و سادگی آنهاست و اگر در بعضی نقاط به عنوان قوس باربر اجرا گشته‌اند، اغلب شکسته و خطراتی تولید کرده‌اند.
انواع چفدهای ناباربر
1. شاخ بزی
2. سه بخشی
3. کلیل
4. قمی پوش و پانیز
5. چمله

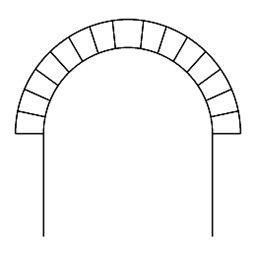
طاق با چَفد مازه دار
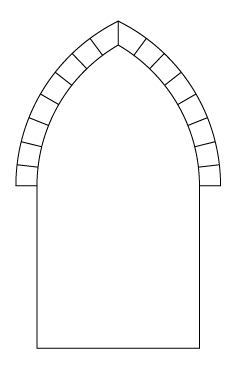
طاق با چَفد تیزه دار

## بخش‌های مختلف چفد
- تیزه: به رأس چفد که بالاترین نقطه آن است گفته می‌شود.
- افریز: به دهانه چفد گویند، فاصله بین دو پاکار.
- افراز: به بلندای چفد گفته می‌شود، فاصله بین پاکار تا تیزه.
- شکرگاه: به زاویه ۲۲٫۵ درجه چفد شکرگاه گفته می‌شود، اولین شکافتها و خرابی‌ها در این نقطه مشخص می‌شود، در شکرگاه بیشترین نیروی رانشی را داریم.
- ایوارگاه: به زاویه ۶۷٫۵ درجه قوس چفد ایوارگاه می‌گویند، ایوارگاه نقطه‌ای است که بیشترین نیروی فشاری چفد را داریم.
- شانه: به فاصله بین شکرگاه تا ایوارگاه شانه گویند.
- بالِنج یا کناله: به بخش میان پاکار تا شکرگاه گویند.
- پاکار: به پای چفد گویند، جایی که چفد از آنجا شروع می‌شود.